# Wang Zhen (atleet)
Wang Zhen (Chinees: 王镇) (Heilongjiang, 24 augustus 1991) is een Chinese snelwandelaar, die gespecialiseerd is in de 10 km en 20 km snelwandelen. Hij nam tweemaal deel aan de Olympische Spelen (2012 en 2016) en won bij dat laatste toernooi de gouden medaille op het onderdeel 20 km snelwandelen.

## Loopbaan
Wang is wereldrecordhouder bij de junioren op de 10 km snelwandelen met een tijd van 37.44 min. Daarnaast was hij van 2012 tot 2015 houder van het Aziatisch record op de 20 km snelwandelen met 1:17.36.
Zijn doorbraak bij de senioren beleefde Wang tijdens de wereldkampioenschappen van 2011, waar hij een vierde plaats behaalde bij de 20 km snelwandelen. Tijdens de Wereldbeker snelwandelen in 2012 won hij dat onderdeel. Op de Olympische Spelen van Londen dat jaar won hij een bronzen medaille in 1:19.25.
In 2016 leverde Wang Zhen de grootste prestatie van zijn sportieve loopbaan. Op de Olympische Spelen van Rio kwam hij uit op het onderdeel 20 km snelwandelen en won hierbij een gouden medaille. Met zijn tijd van 1:19.14 bleef hij zijn landgenoot Cai Zelin (zilver; 1:19.26) en Australië Dane Bird-Smith (brons; 1:19.37) voor.

## Titels
- Aziatische Spelen kampioen 20 km snelwandelen - 2014
- Olympisch 20 km snelwandelen - 2016

## Persoonlijke records
Baan
| Onderdeel             | Prestatie     | Datum             | Plaats  |
| --------------------- | ------------- | ----------------- | ------- |
| 5000 m snelwandelen   | 18.49,0 (NR)  | 13 september 2014 | Fossano |
| 10.000 m snelwandelen | 38.23,73 (NR) | 8 februari 2015   | Genua   |

Weg
| Onderdeel          | Prestatie           | Datum             | Plaats  |
| ------------------ | ------------------- | ----------------- | ------- |
| 10 km snelwandelen | 37.44 (WJR; NR)     | 18 september 2010 | Peking  |
| 20 km snelwandelen | 1:17.36 (ex-AR; NR) | 30 maart 2012     | Taicang |
| 35 km snelwandelen | 2:31.29             | 29 januari 2012   | Latina  |
| 50 km snelwandelen | 3:53.00             | 26 oktober 2009   | Jinan   |

## Palmares

### 20 km snelwandelen
- 2010: 20e Wereldbeker snelwandelen - 1:26.49
- 2011: 4e WK - 1:20.54
- 2012:  Wereldbeker snelwandelen - 1:19.13
- 2012:  OS - 1:19.25
- 2014:  Aziatische Spelen - 1:19.45
- 2014: 6e Wereldbeker - 1:19.40
- 2015:  WK - 1:19.29
- 2016:  OS - 1:19.14

1956: Leonid Spirin ·
1960: Volodymyr Holoebnytsjy ·
1964: Ken Matthews ·
1968: Volodymyr Holoebnytsjy ·
1972: Peter Frenkel ·
1976: Daniel Bautista ·
1980: Maurizio Damilano ·
1984: Ernesto Canto ·
1988: Jozef Pribilinec ·
1992: Daniel Plaza ·
1996: Jefferson Pérez ·
2000: Robert Korzeniowski ·
2004: Ivano Brugnetti ·
2008: Valeri Bortsjin ·
2012: Chen Ding ·
2016: Wang Zhen ·
2020: Massimo Stano ·
2024: Brian Pintado